# Лаберн, Артур
Артур Ла Берн (англ. Arthur La Bern, 28 февраля 1909, Лондон — 1990, Лондон) — британский журналист, писатель и сценарист, специализирующийся на детективах. Четыре его романа были экранизированы, в том числе «Прощай, Пикадилли, прощай, Лестер-сквер», по которому был снят фильм «Исступление» Альфреда Хичкока (1972).

## Избранные романы
- It Always Rains on Sunday (1945)
- Night Darkens the Streets (1947)
- Paper Orchid[англ.] (1948)
- It Was Christmas Every Day (1952)
- Pennygreen Street (1950)
- The Big Money Box (1960)
- Brighton Belle[англ.] (1963)
- It Will Be Warmer When it Snows (1966)
- Goodbye Piccadilly, Farewell Leicester Square[англ.] (1966)
- A Nice Class of People (1969)

## Избранная фильмография
- Девочка для удовольствия (1948)
- Свобода умереть[англ.] (1961)
- Свидетельство мертвеца[англ.] (1962)
- Время помнить[англ.] (1962)
- Инцидент в полночь[англ.] (1963)
- Случайная смерть[англ.] (1963)
- Вердикт[англ.] (1964)